# Наливаймо, браття, кришталеві чаші
Наливаймо, браття кришталеві чаші - українська пісня, оспівує козацьку тематику. Пісня є авторською, автором слів пісні є Вадим Крищенко, а автором музики Віктор Лісовол. Але в той же час пісня дуже часто помилково зараховується до народних, автори яких невідомі.

## Історія створення пісні
Згідно з розповіддю Віктора Лісовола він
у 1967-69 роках він докладно аналізував популярні українські пісні: темпоритм їх, звуковисотне розташування нот, гармонію; як розпочинається пісня — з нижнього голосу, чи з верху, чи з середини. В процесі переглянув багато пісень, бо мав в наявності багато пісенників. Трапився й невеликий посібник — імовірно, якийсь підручник для училищ.
В процесі спільної творчої роботи Вадим Крищенко подарував Віктору Лісоволу збірку своїх віршів за 1966 рік — «Щирість» (з підзаголовками «Розмова з другом», «Блакитне вікно»). На 10-й сторінці видання був вірш «Пісня козацького коша». Вадим Крищенко зацікавився піснею. Після трьох років навчання опанував в руках хороший інструмент для супроводу, а саме бандуру. Пісня пішла у люди.
В 1975 року друзів Вадима Крищенка на новосіллі виконав цю «Пісню козацького коша»… Багатьом людям пісня сподобалася, підхопили й понесли далі у світ, між люди
.
В 1985 року пісню «Наливаймо браття кришталеві чари» вже співав Волинський хор. У них вона від Ніни Матвієнко (їй пісню надав Вадим Смогитель, звідки він отримав пісню невідомо)
.

## Цікаві факти
- Пісня «Наливаймо, браття, кришталеві чаші» використана у фільмі «Вогнем і мечем» Єжи Гоффмана без відома та без гонорару автору[3].

- Згідно з інтерв'ю Вадима Крищенка в пісні мало бути продовження «…Козаку не треба срібла, ані злата, лиш би Україна не була катами на хресті розіп'ята». Цей рядок не увійшов у пісню, бо в часи СРСР його би не пропустила би цензура. В роки незалежності були спроби його повернути.